# Jozef Sivák
Jozef Sivák (ur. 14 stycznia 1886 w Bobrowcu, zm. 27 stycznia 1959 w Bratysławie) – słowacki polityk, od 9 do 11 marca 1939 premier rządu Autonomicznego Państwa Słowackiego w ramach Drugiej Republiki Czechosłowackiej, w latach 1939–1944 minister oświaty.

## Życiorys
Urodził się 14 stycznia 1886 roku w Bobrowcu w powiecie Liptowski Mikułasz.
Swoją karierę polityczną związał ze Słowacką Partią Ludowa Hlinki – Partią Słowackiej Jedności Narodowej. 9 marca 1939 objął urząd premiera Autonomicznego Rządu Słowacji, zastępując na stanowisku ks. Jozefa Tiso. Obowiązki pełnił przez dwa do 11 marca, kiedy nowym premierem został Karol Sidor (obaj byli również politykami HSĽS-SSNJ). Następnie od 14 marca objął urząd ministra oświaty w utworzonym przez Jozefa Tiso rządzie Pierwszej Republiki Słowackiej. Pozostał na stanowisku również w rządzie Vojtecha Tuki, w utworzonym 5 września 1944 rządzie Štefana Tiso zastąpił go Aladár Kočiš.
Zmarł w 27 stycznia 1959 w Bratysławie w wieku siedemdziesięciu trzech lat.